# Попцево
 Попцево — деревня в Лежневского районе Ивановской области. Входит в состав Шилыковского сельского поселения.

## География
Находится в юго-западной части Ивановской области на расстоянии приблизительно 12 км на северо-запад по прямой от районного центра поселка Лежнево.

## История
В 1859 году здесь (тогда деревня Шуйского уезда Владимирской губернии) было учтено 11 дворов, в 1902 — 12.

## Население
Постоянное население составляло 75 человек (1859 год), 120 (1902), 35 в 2002 году (русские 97 %), 29 в 2010.